# محمد بن سليمان المستغانمي
محمد بن سليمان المستغانمي شاعر، من مواليد مدينة مستغانم. عاش بندرومة. نظم الشعر بالفصحى والعامية. أكثر شعره في التصوف والمديح النبوي والتوسل  توفي عام 1927 ببندرومة.

## حياته
هو أبو محمد محمد بن عودة بن سليمان بن عبد الله المستغانمي مولداً ومنشأً، ينحدر من عائلة أصيلة بمدينة مستغانم، وكان جدّه الأول صاحب منصب سياسي راق بالإيالة الغربية، فهو خليفة الباي حسن آخر بيلك الغرب في العهد العثماني بالجزائر ويدعى هذا الخليفة (خليفة الكرسي) وهو مرجع العائلي الحالي.
وترجع أصول هذه العائلة إلى سيدي أبي عبد الله الملقب بالمغوفل دفين واد الشلف بواد ارهيو وقد هاجر أحد أبنائه إلى تركيا وهو يحي الملقب بالطيار دفين بلاد الأناضول ببلدة يقال لها تكّار وعليه مسجد وضريح مشهور هناك، فالشيخ محمد أبو عبد الله المغوفل هو جد الأسرة السليمانية .
ولد الشيخ محمد بن سليمان بمدينة مستغانم بحيِّها العربي العتيق تجديت الذي كان مساحة مكانية وزمنية لحركة علمية وثقافية نشيطة أنجبت العديد من العلماء والصلحاء والمفكرين، وتمثلت خاصة في حركة الطرقة الصوفية الشاذلية منها والقادرية والعيساوية. في هذا الفضاء الروحي نشط الشيخ محمد بن سليمان في وسط ثقافي رفيع المستوى.

## شيوخه[3]
- مصطفى بن قارة المستغانمي

## مؤلفاته
- النفحة الربانية في التلميذية المختارية [3]
- الديوان

- دساتير إلهية [4]

## وصلات خارجية
- محمد بن سليمان المستغانمي